# Exorista nympharum
Exorista nympharum là một loài ruồi trong họ Tachinidae.